# Bassarona recta
Bassarona recta es una especie de  mariposa de la familia Nymphalidae,  subfamilia Limenitidinae, tribu Adoliadini.

## Subespecies
- Bassarona recta recta
- Bassarona recta monilis (Moore, 1897)

## Localización
Esta especie de mariposa y sus subespecies se encuentran distribuidas en Birmania, Península Malaya y Filipinas). 